# Tecnología de los alimentos

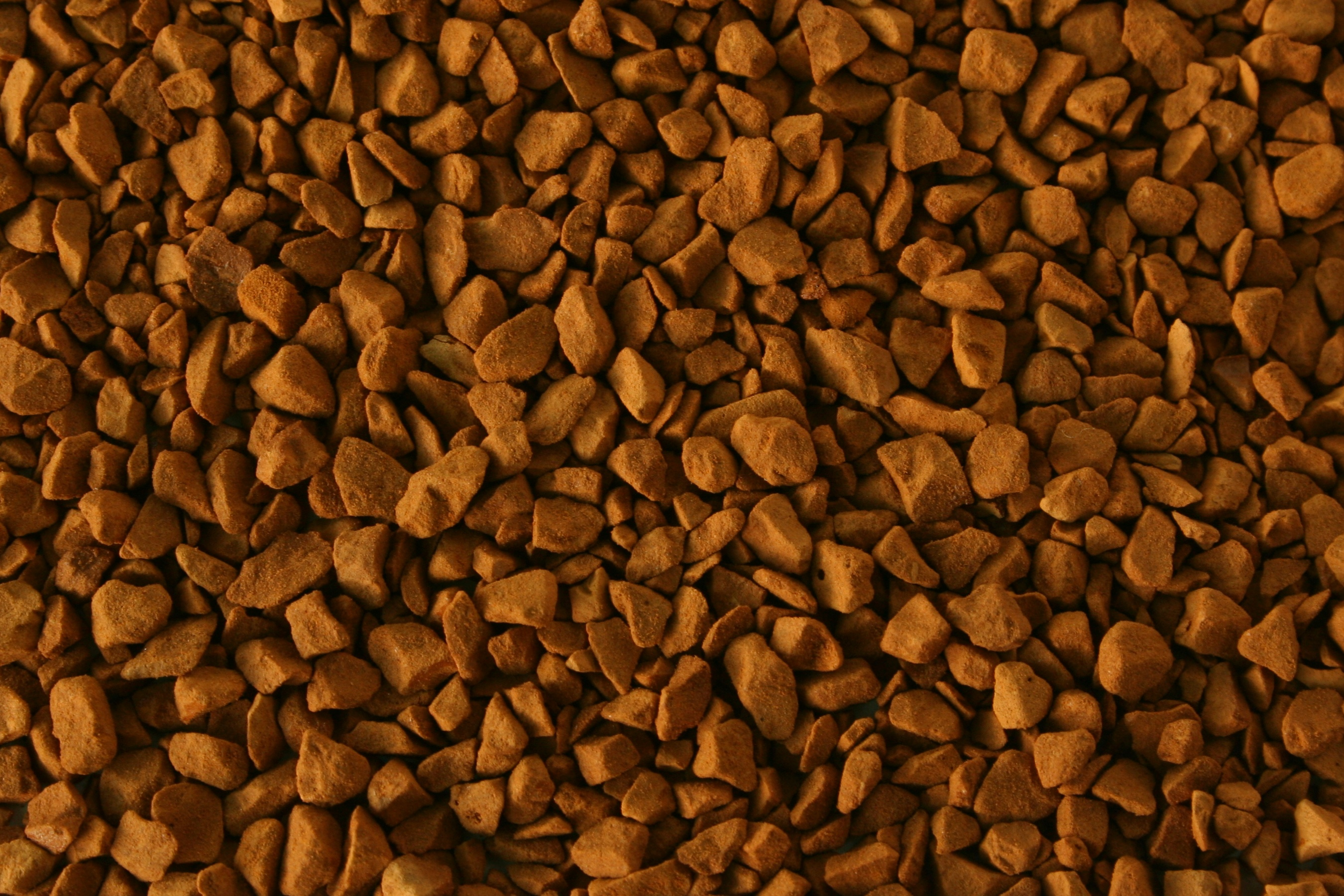
Partículas de café liofilizado. La liofilización es una técnica de procesado de alimentos que permite su conservación mediante la eliminación del agua

La tecnología de los alimentos es la ciencia que se encarga de analizar y estudiar las propiedades físicas, químicas y microbiológicas de los productos alimentarios con el objetivo de garantizar su calidad y ofrecer alimentos más saludables y seguros para su consumo. También, mediante la utilización de materias primas, se encarga del desarrollo de nuevos productos con la utilización de materias primas tradicionales y no tradicionales. La tecnología de los alimentos afecta a todas las fases de obtención, preparación y distribución de los alimentos. Se trata de una ciencia diferente de la nutriología.

## La ciencia de los alimentos
Se define como la disciplina en la cual la biología, la química, la física y la ingeniería son usadas para estudiar la naturaleza de los alimentos, las causas de sus deterioros, así como los principios fundamentales del procesamiento de los mismos.
Los profesionales de la ciencia de los alimentos estudian la composición física, microbiológica y química de los alimentos.
Dependiendo del área de especialización, el científico de los alimentos puede desarrollar formas para procesar, preservar, empacar o almacenar alimentos, de acuerdo a las especificaciones y regulaciones de la industria y el gobierno local, regional, nacional o internacional en caso de exportaciones. 
También es la aplicación de los principios de la ciencia de los alimentos a la selección, preservación, procesamiento, empaque, distribución, y uso de alimentos.

## Los tecnólogos alimentarios no son nutricionistas
La profesión del tecnólogo alimentario —es decir, el profesional dedicado al estudio, investigación y elaboración de alimentos— es totalmente diferente a la labor de un Dietista o un Dietista-Nutricionista.
Mientras que el Dietista y el Nutricionista están capacitados académicamente para establecer planes dietéticos enfocados a determinados objetivos saludables —como la pérdida de peso, ganancia de masa muscular, o incluso coadyuvar al tratamiento de enfermedades—, el tecnólogo alimentario desempeña su actividad principalmente en la industria alimentaria controlando los distintos procesos de producción, en pos de velar por la seguridad alimentaria de los alimentos y productos alimenticios que finalmente llegan a nuestra mesa.